# Klouzovy
Klouzovy (německy Klausau) jsou vesnice náležící k městu Chotěboř, která má 72 obyvatel a leží v nadmořské výšce 517 m n. m.

## Historie
Název snad pochází od jména prvního z obyvatel – Mikuláš, které se zkracovalo na Klaus a někdy dostávalo podobu Klouza. První zmínka o osadě pochází z roku 1787, kdy zde stálo 9 domů a patřila k chotěbořskému panství.
Na sklonku osmnáctého století obec spravoval Jan Pavel Zerba z Brachfeldu a po jeho smrti Jana Nepomucena s manželem Josefem Jáchymem Vančurou z Řehnic. Posledními pány pak byla Marie Frederika s manželem Janem Josefem Dobřenským z Dobřenic.
Přímo v obci je zvláštní dvouhrob s litinovým křížem. První patří důstojnému pánu Františku Čechtickému a druhý vojáku jménem Sergej Pavlovič Sarnačev, který zde zemřel v květnu 1945.
| Rok            | 1869 | 1880 | 1890 | 1900 | 1910 | 1921 | 1930 | 1950 | 1961 | 1970 | 1980 | 1991 | 2001 |
| -------------- | ---- | ---- | ---- | ---- | ---- | ---- | ---- | ---- | ---- | ---- | ---- | ---- | ---- |
| Počet obyvatel | 225  | 245  | 212  | 208  | 221  | 226  | 207  | 154  | 155  | 138  | 114  | 91   | 71   |

## Další fotografie

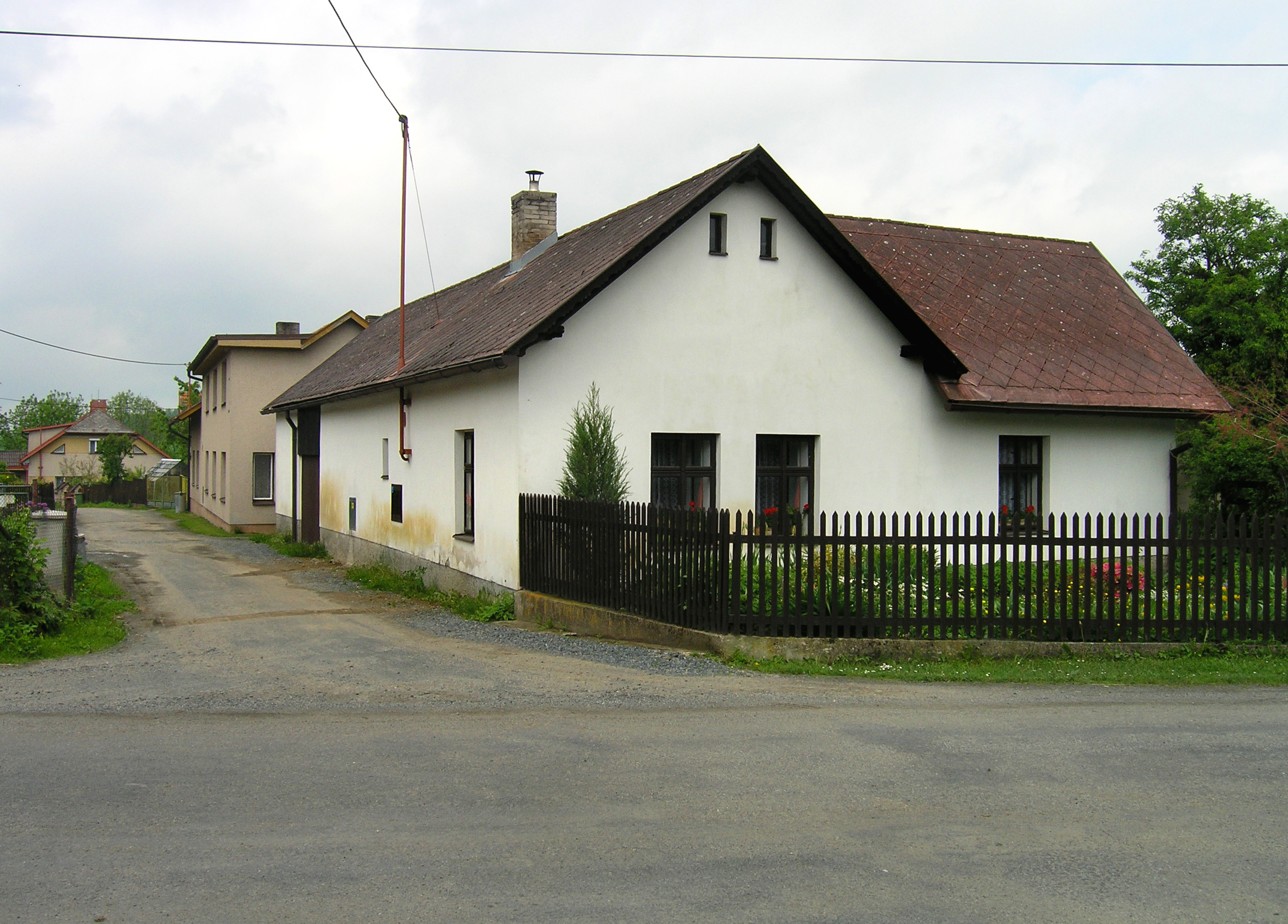
Ulice na sever
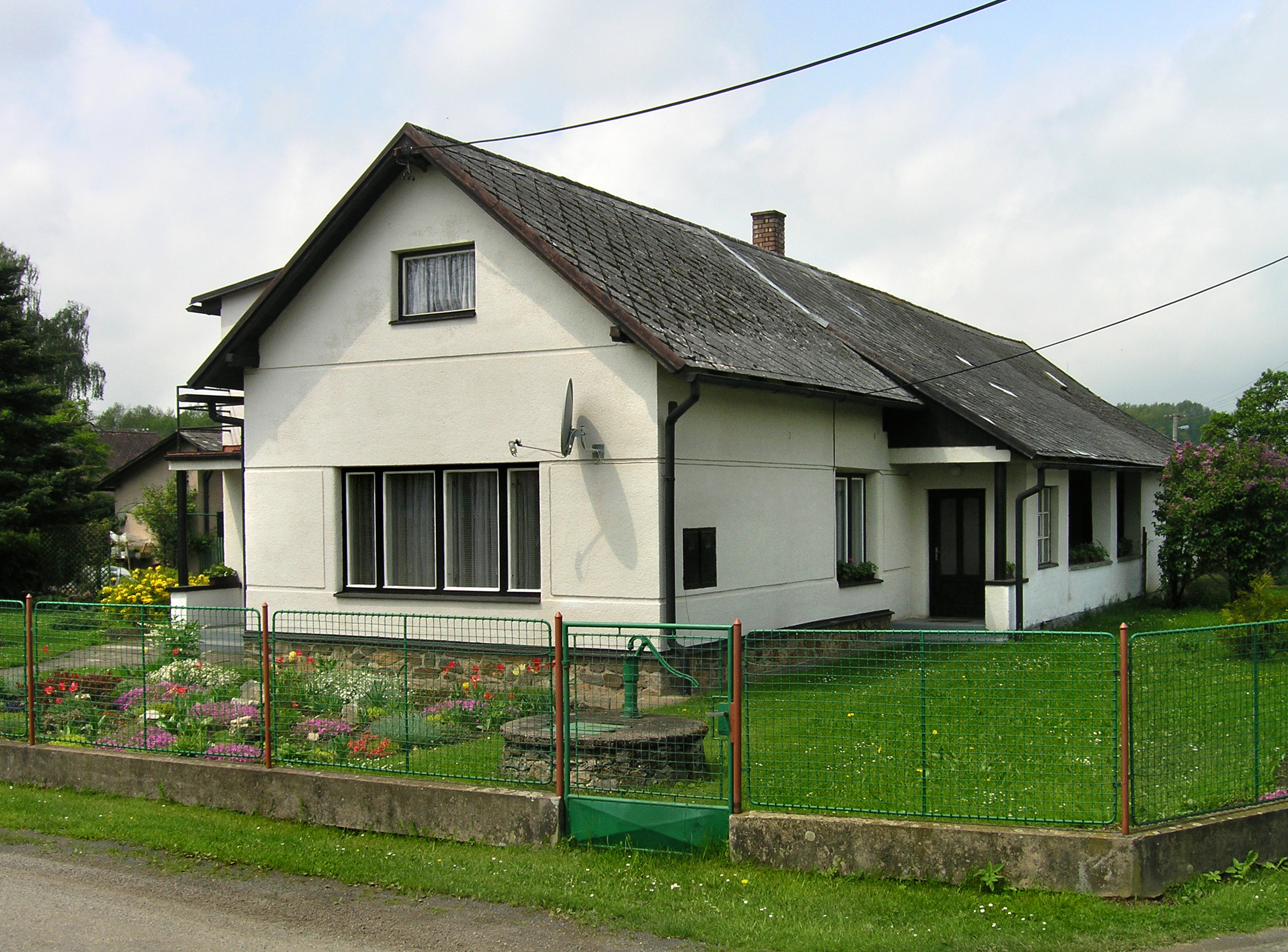
Domek
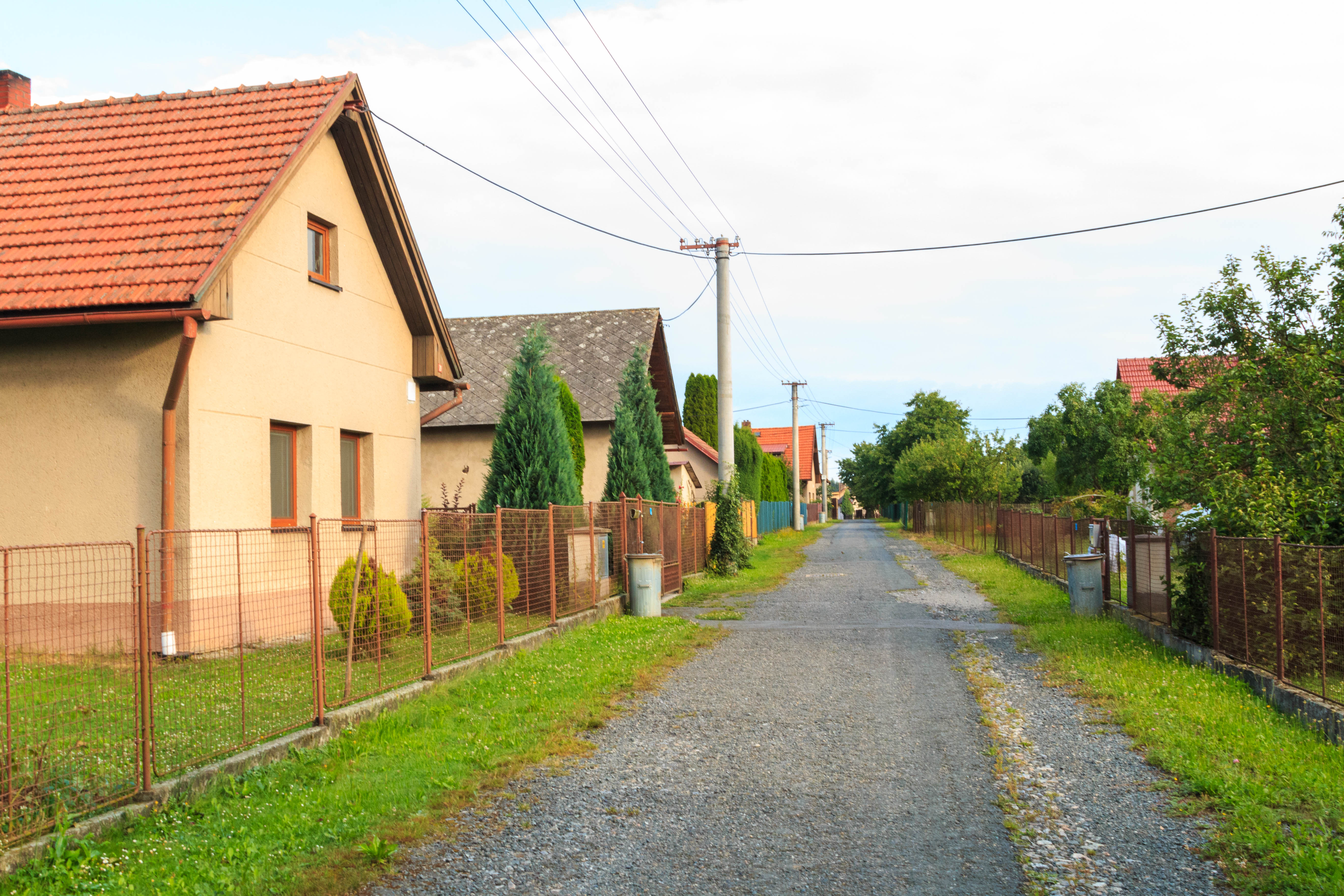
Klouzovy čp. 32
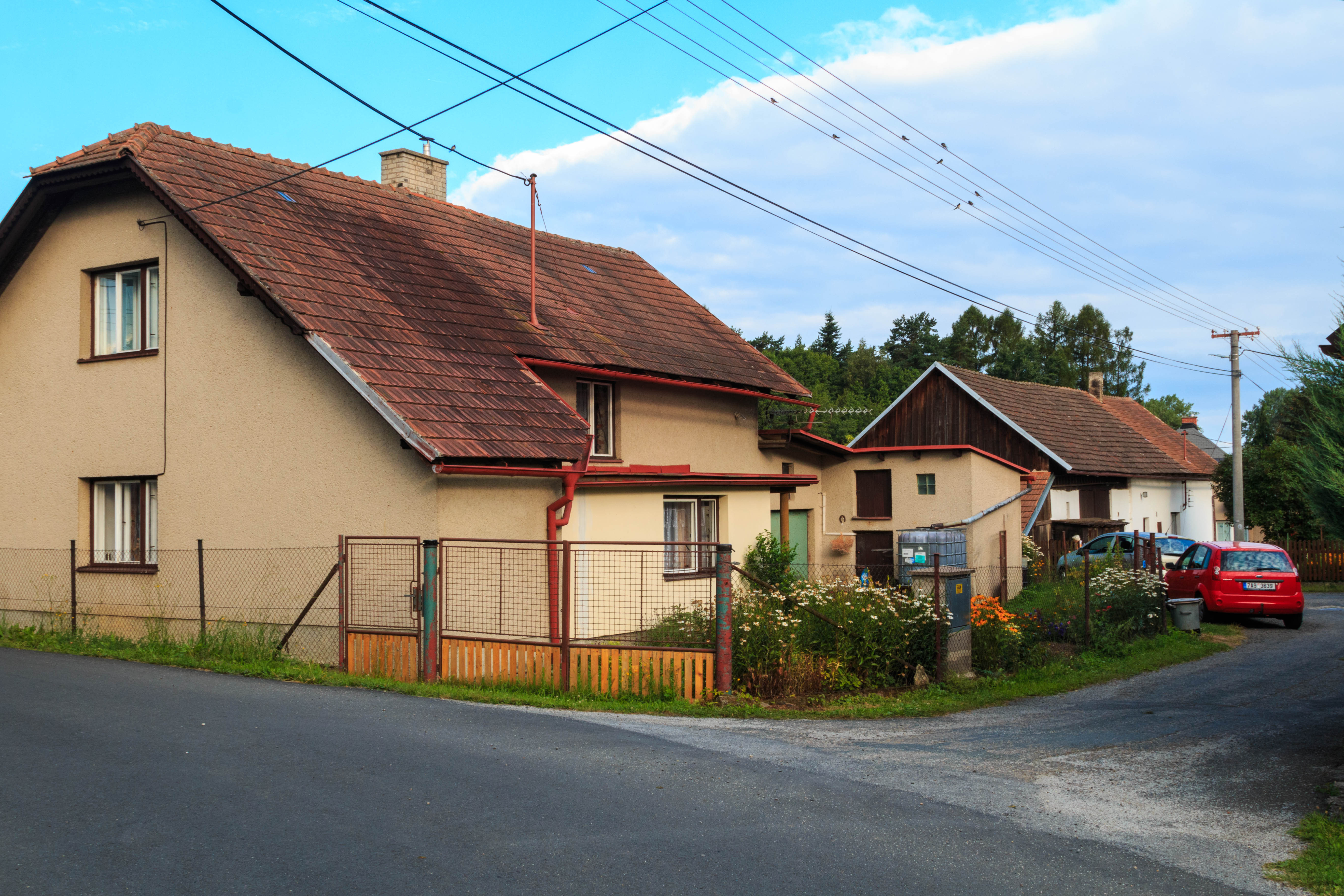
Vedlejší ulice